# Frank Clark
Frank Clark (nascido em 9 de setembro de 1943) é um ex-jogador de futebol inglês, treinador e ex-presidente do Nottingham Forest. Clark jogou em mais de 400 jogos pelo Newcastle United antes de ir para o Nottingham Forest, onde venceu a Copa Europeia.
Após se aposentar como jogador, ele dirigiu o Leyton Orient por nove anos (seguido por um período de dois anos como diretor administrativo do clube) e depois retornou ao Nottingham Forest como treinador entre 1993 e 1996. Ele então treinou o Manchester City por pouco mais de um ano.

## Carreira
Ele começou sua carreira no Crook Town.
Clark começou a sua carreira profissional no Newcastle United e disputou um total de 464 jogos entre 1962 e 1975. Ele foi parte do time do Newcastle que ganhou a Taça das Cidades com Feiras de 1969 contra o Újpesti Dózsa.
Ele assinou contrato com Brian Clough no Nottingham Forest em uma transferência gratuita em julho de 1975. Ele esteve sempre presente nas duas próximas campanhas da liga, culminando na promoção na temporada 1976-77 para a primeira divisão. Em sua primeira temporada na Primeira Divisão, o Forest venceu a Liga de Futebol de 1977-78 e a Copa da Liga de 1978.Seu último jogo oficial foi na final da Liga dos Campeões em 1979 contra o Malmö FF.

## Carreira como Treinador
Depois de sua aposentadoria como jogador, ele foi auxiliar técnico do Sunderland de 1979 a 1982 e, em seguida, tornou-se treinador do Leyton Orient, mais tarde tornando-se diretor administrativo do Brisbane Road. Em 1993, ele foi apontado como treinador do Nottingham Forest, como substituto do aposentado Brian Clough. Algumas fontes disseram que Clough escolheu Clark para o trabalho em 1993.
Ele foi o Treinador do Mês da Premier League em setembro de 1994, devido ao bom início de temporada do Forest. O Forest chegou as quartas-de-final da Copa UEFA em 1996 sob o comando de Clark.
Em dezembro de 1996, com o Forest lutando na liga, Clark expressou sua preocupação com a crise da diretoria no clube, com partes rivais tentando comprar o clube. Seu sucesso anterior com o clube levou-o a ser vinculado ao trabalho na Inglaterra. Clark deixou o clube em dezembro.
Clark fez algumas contratações importantes como treinador do Forest, incluindo  Stan Collymore e Lars Bohinen. Collymore foi vendida para o Liverpool em 1995 por um recorde britânico de £ 8,5 milhões.

## Presidente do Nottingham Forest
Clark substituiu Nigel Doughty como presidente do Nottingham Forest em 12 de outubro de 2011. O Forest estava sem treinador na época, após a renúncia de Steve McClaren.
Clark foi demitido de seu papel como presidente do clube em 17 de janeiro de 2013.

## Títulos
Crook Town
- FA Cup Amadora: 1961-62

Newcastle United
- Taça Das Cidades Com Feiras: 1968-69

Nottingham Forest
- Primeira Divisão: 1977-78
- Taça Da Liga: 1977-78, 1978-79
- Liga dos Campeões: 1978-79

Pessoal
- Premier League Manager do Mês: setembro de 1994